# David (Donatello)

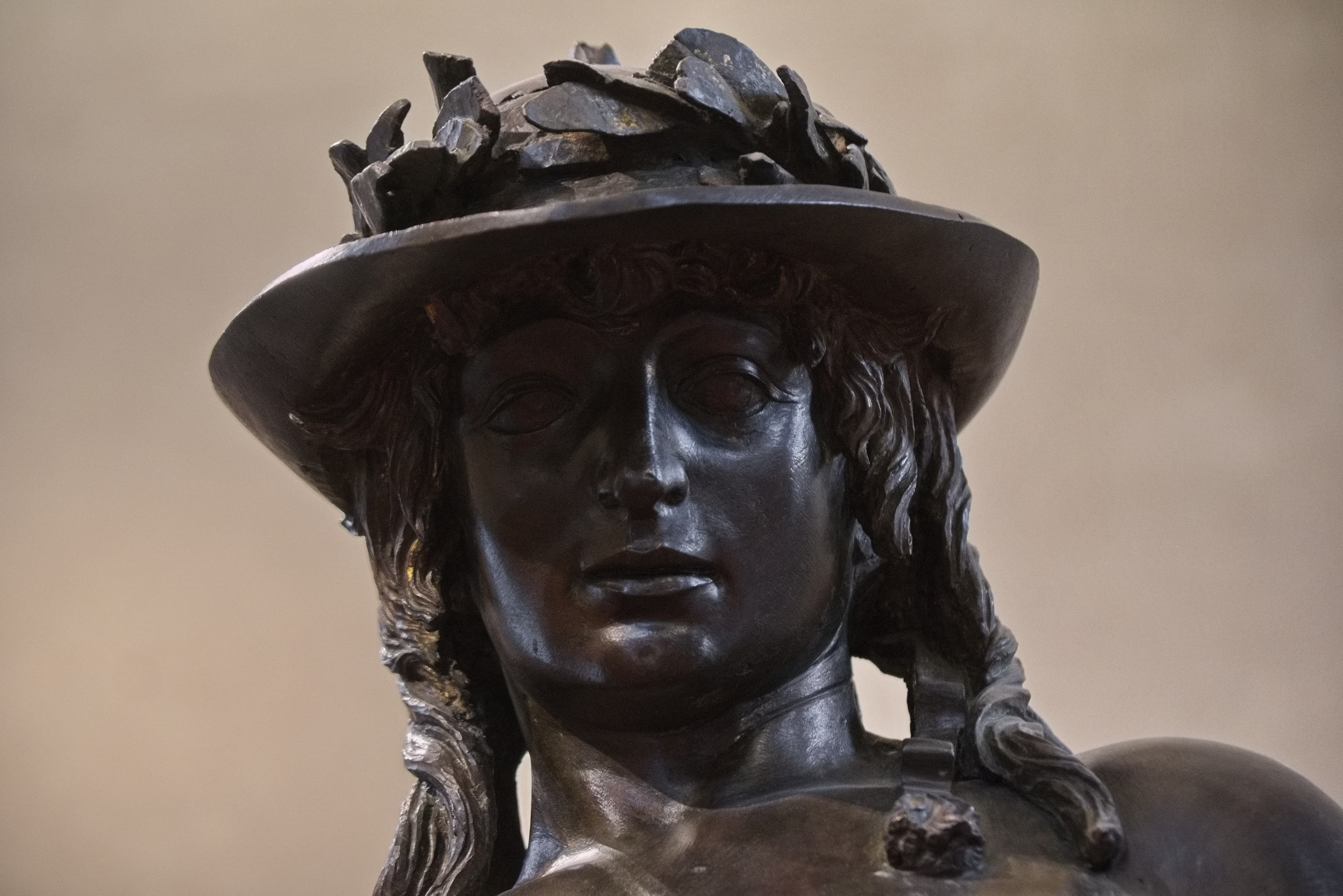
Gesicht des Bronze-David (Bargello, Florenz)

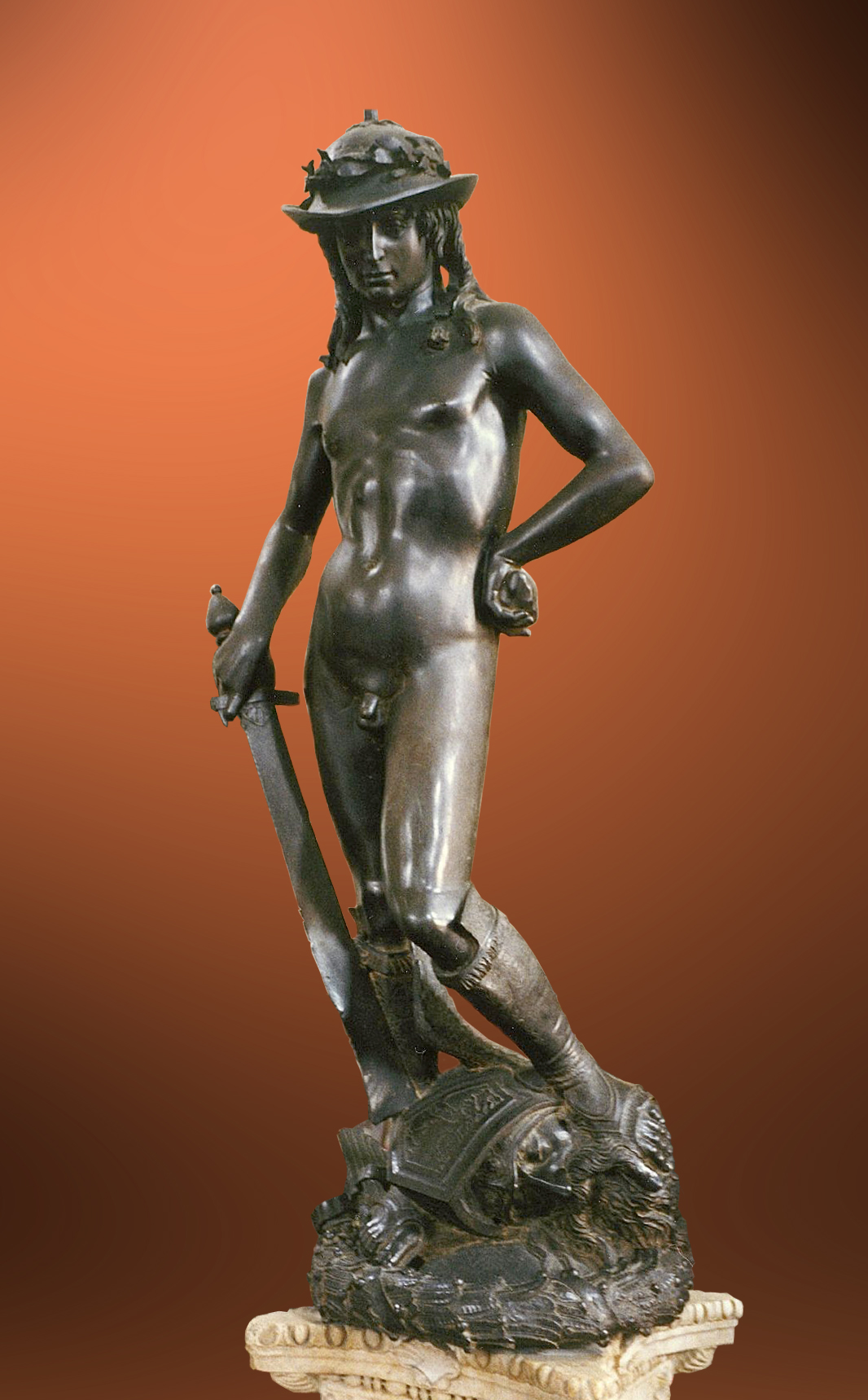
Donatello, David
Museo Nazionale del Bargello
Höhe: 158 cm

Die vom Florentiner Künstler Donatello geschaffene Statue zeigt den jugendlichen David mit dem abgeschlagenen Kopf Goliaths. Die zum Teil feuervergoldete Bronzeplastik entstand in der ersten Hälfte des 15. Jahrhunderts für Cosimo de’ Medici. Sie wird vor allem als Zeichen bürgerlicher Tugend gedeutet. Nach der Fertigstellung des Palazzo Medici fand sie in dessen Innenhof Aufstellung, wurde jedoch 1495 im Zuge der Vertreibung der Medici aus Florenz in den Palazzo della Signoria überführt. Heute befindet sie sich im Museo Nazionale della Scultura im Bargello. Sie gilt als die erste Statue seit der Antike, die einen männlichen Akt lebensgroß und in Vollansicht zeigte. Der von Desiderio da Settignano für den Innenhof des Medici-Palastes geschaffene Sockel ist nur aus Beschreibungen bekannt.

## Entstehung
Die ohne Sockel 1,58 Meter hohe Skulptur wurde nach aktuellem Kenntnisstand zwischen ca. 1444 und 1446 geschaffen. Die ältere Literatur ging von einer Entstehungszeit um etwa 1430 aus. Es ist nicht dokumentiert, wo sie gegossen wurde.

## Beschreibung
Donatellos David ist als Jüngling dargestellt. Er steht, bis auf den mit einem Efeu-Kranz verzierten Hut und die ledernen Strümpfe, unbekleidet über dem abgeschlagenen bärtigen Kopf des Philisters Goliath; die Plinthe umgibt ein Lorbeerkranz. Seine rechte Hand hält das gewaltige Schwert seines Gegners, in seiner auf die Hüfte gestützten Linken liegt ein Stein. Wie der in der Stirn des Riesen steckende Stein verweist er darauf, dass David den Heerführer der Philister mit seiner Hirtenschleuder tötete. Das Gewicht der Figur ruht auf dem rechten Standbein, das linke Spielbein berührt leicht den von einem Flügel-Helm bedeckten Kopf Goliaths. Der androgyne Charakter der Statue, die dem antiken Ideal männlicher Akt-Figuren – und entsprechenden kunsthistorischen Projektionen von einer „Wiedergeburt“ der antiken Akt-Statue – widerspricht, führte zu Spekulationen über Donatellos Homosexualität; solche Überlegungen gelten als überholt.

## Aufstellungsorte

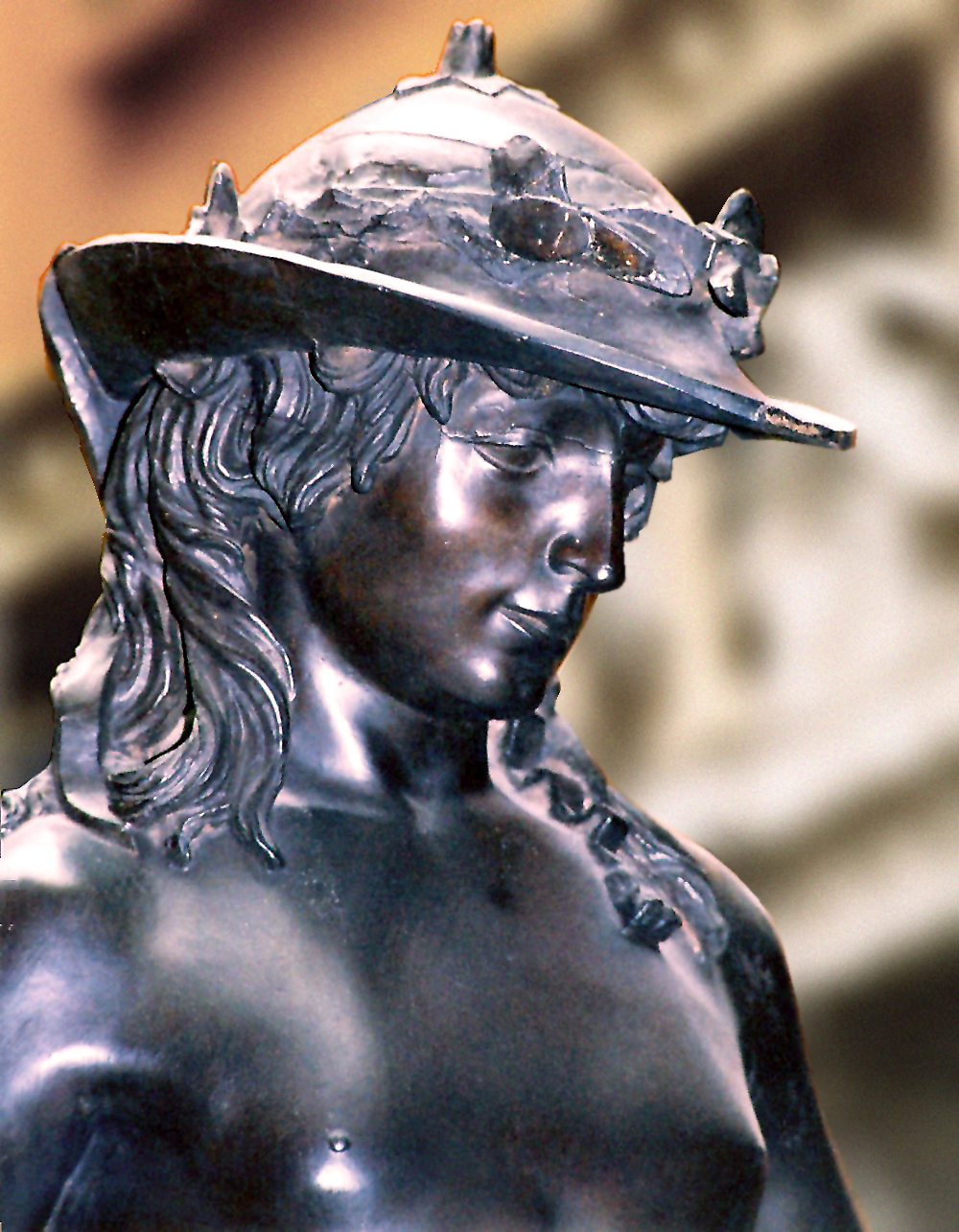
Detail des Kopfes des Londoner Replikats

Die von Cosimo de’ Medici beauftragte Statue war vermutlich zuerst in der sog. Casa Vecchia, dem älteren Medici-Palast in der Via Larga (heute Via Cavour) in Florenz aufgestellt. Nach der Fertigstellung des Neubaus – dem heutigen Palazzo Medici Riccardi – stand sie im Zentrum von dessen erstem Innenhof. Der von Desiderio da Settignano geschaffene Sockel – eine kurze Buntmarmor-Säule mit Verzierungen aus weißem Marmor – ist durch Beschreibungen in der Vita des Künstlers in Giorgio Vasaris Sammlung von Künstlerbiografien bekannt.
Am 9. Dezember 1495 wurde die Skulptur von dort in den Innenhof des Palastes der Signoria verbracht und dort aufgestellt. Am 4. November 1511 wurde sie dort von einem Blitz getroffen, der eines der vier an der Basis angebrachten Blätter oder Riemen (correggia) wegriss und zerstörte. Die Figur selbst blieb unbeschädigt.

## Trivia
Ein seit 1956 verliehener italienischer Filmpreis wurde nach der Figur David di Donatello benannt.